# 허병익
허병익(許炳翊, 1954년 8월 9일 ~ , 강원 강릉)은 대한민국의 세무공무원이다. 

## 학력
- 신일고등학교
- 고려대학교 행정학 학사
- 동국대학교 행정대학원 행정학 석사

## 경력
- 강릉세무서장
- 광명세무서장
- 서울지방국세청 총무과장
- 서울지방국세청 조사1국 2과장
- 서울지방국세청 감사관
- 서울지방국세청 납세자보호과장
- 서울지방국세청 납세자보호담당관
- 국세청 납세지원국장
- 국세청 법인납세국장
- 국세청 조사국장
- 부산지방국세청장
- 국세청 차장
- 국세청장 직무대행

## 사건
2013년 8월 13일, CJ그룹으로부터 세무조사 무마 청탁 대가로 수억원대 금품을 받은 혐의로 전군표 전 국세청장과 함께 재판에 넘겨졌고, 2013년 10월 24일, 징역 3년이 구형됐다. 2013년 11월 15일에는 2년6개월이 선고됐다.